# CFJO-FM
CFJO-FM, appelée aussi O97,3, est une station de radio québécoise propriété du groupe Arsenal Media diffusant sur la fréquence 97,3 MHz dans les régions de Victoriaville et Thetford Mines.
La station dispose également d'installations techniques à Lac-Mégantic d'où elle diffuse sur la fréquence 101,7 MHz. Grâce à un émetteur de 100 000 watts, la station peut être captée sur une grande partie du sud du Québec, de Shawinigan à la frontière américaine, et de Saint-Hyacinthe à La Pocatière.
Diffusant surtout de la musique Top 40 et des chansons rock, la station est le navire amiral du réseau O, composé des stations CHEQ-FM, CHOE-FM, CJLM-FM, CILM-FM et CIPC-FM.
La station est située au 55 rue St-Jean-Baptiste à Victoriaville, à la même adresse que le studio de sa station sœur CFDA-FM et au 216 rue Notre Dame Ouest à Thetford Mines avec la station CKLD-FM (Plaisir 105,5).

## Historique de la station
Le 26 juillet 1988, François Labbé, au nom de Réseau des Appalaches, obtient une licence de radiodiffusion du CRTC pour diffuser à la fréquence 103,3 MHz d'une puissance apparente rayonnée (PAR) de 83 180 watts à Thetford Mines et la fréquence de 101,7 MHz d'une PAR de 409 watts à Lac-Mégantic. En mars 1989, la fréquence pour Thetford Mines est modifiée pour le 103,3 MHz d'une PAR de 16 600 watts, ainsi qu'une augmentation de la puissance à Lac-Mégantic, d'une PAR de 2 660 watts. La station entre en ondes le 15 juillet 1989.
Elle était à l'époque la propriété du Réseau des Appalaches tout comme les stations CFDA et CKLD. Fait particulier, la station diffusait depuis deux studios distincts aménagés à Victoriaville et Thetford Mines, ainsi la provenance de la programmation variait au fil de la journée.
C'est en 1997 que la station obtient l'autorisation de migrer vers sa fréquence actuelle (97,3 MHz) avec une PAR de 100 000 watts.
Le 11 mars 1998, la station est ravagée par un important incendie qui réduit le bâtiment en cendres. La nouvelle station fut reconstruite sur le même emplacement.
Après plusieurs mois de négociations, le Réseau des Appalaches passe aux mains d'Attraction radio en 2015.
En 2018, Attraction Radio passe aux mains d'Arsenal Media.

## Animateurs à l'Automne 2019
- Kim Williams, Luc Cauchon et Jimmy Tremblay (Lundi au Vendredi de 6 h à 9 h)
- Samantha Leclerc (Lundi au Vendredi de 9h00 à 12h00)
- Évans Bergeron (Lundi au Vendredi de 12h00 à 13h00 et Samedi de 16h00 à 19h00)
- Carolanne Plouffe (Lundi au Vendredi de 13h00 à 16h00)
- Michael Gagnon (Lundi au Vendredi de 16h00 à 18h00)
- Léa Gantes (Samedi et Dimanche de 7h00 à 10h00)
- Patrice Nadeau (Lundi au vendredi de 18h00 à 20h00, Samedi de 10h00 à 16h00 et Dimanche de 10h00 à 18h00)